# NASA World Wind

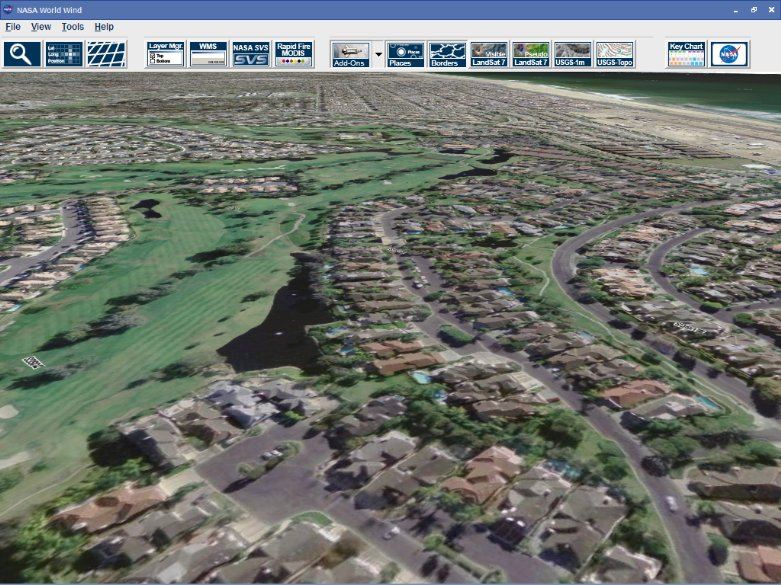
NASA World Wind (старый интерфейс)

NASA World Wind — полностью трёхмерный интерактивный виртуальный глобус, созданный NASA. Использует спутниковые снимки NASA и аэрофотосъёмку USGS для построения трёхмерных моделей Земли, Луны, Марса, Венеры и Юпитера.
NASA World Wind использует несвободную лицензию с открытым исходным кодом. Программа написана на Java, и работает под управлением всех операционных систем, для которых реализован OpenGL-стек.
Первоначально в программе содержатся карты с низким разрешением. При приближении некоторой рассматриваемой области на карте, изображения с высоким разрешением скачиваются с серверов NASA.
Программа позволяет выбирать масштаб, направление и угол зрения, видимые слои, производить поиск по географическим названиям. Возможно отображение названий географических
объектов и политических границ.
NASA World Wind имеет расширяемую архитектуру. Существуют плагины для работы с GPS, для отображения облачности, землетрясений, ураганов в приближенном к реальному времени и ряд других.